# かぐや姫・今日
『かぐや姫・今日』（かぐやひめ・トゥディ）は、第2期かぐや姫が期間限定の再結成をして発売したアルバムである。

## 収録曲

### A面
| #         | タイトル                   | 作詞       | 作曲       | 編曲       | 時間  |
| --------- | -------------------------- | ---------- | ---------- | ---------- | ----- |
| 1.        | 「遥かなる想い」           | 伊勢正三   | 南こうせつ | 松任谷正隆 | 4:13  |
| 2.        | 「わかれ道」               | 伊勢正三   | 伊勢正三   | 佐藤準     | 4:02  |
| 3.        | 「赤い花束」               | 山田つぐと | 山田つぐと | 松任谷正隆 | 3:30  |
| 4.        | 「麦ふみ」                 | 伊勢正三   | 南こうせつ | 石川鷹彦   | 3:42  |
| 5.        | 「春の陽だまりの中で」     | 喜多条忠   | 南こうせつ | 水谷公生   | 4:04  |
| 6.        | 「センセーショナルバンド」 | 山田つぐと | 南こうせつ | 水谷公生   | 4:11  |
| 合計時間: | 合計時間:                  | 合計時間:  | 合計時間:  | 合計時間:  | 23:42 |

### B面
| #         | タイトル                      | 作詞       | 作曲       | 編曲               | 時間  |
| --------- | ----------------------------- | ---------- | ---------- | ------------------ | ----- |
| 7.        | 「きらいなはずだった冬に」    | 伊勢正三   | 伊勢正三   | 水谷公生           | 3:59  |
| 8.        | 「幸福のメニュー」            | 伊勢正三   | 南こうせつ | 石川鷹彦・かぐや姫 | 3:54  |
| 9.        | 「笑いしゃんせ 泣きしゃんせ」 | 喜多条忠   | 南こうせつ | 水谷公生           | 3:15  |
| 10.       | 「おはようおやすみ日曜日」    | 伊勢正三   | 山田つぐと | 石川鷹彦           | 3:49  |
| 11.       | 「湘南 夏」                   | 伊勢正三   | 伊勢正三   | 瀬尾一三           | 3:41  |
| 12.       | 「おまえが大きくなった時」    | 南こうせつ | 南こうせつ | 佐藤準             | 5:20  |
| 合計時間: | 合計時間:                     | 合計時間:  | 合計時間:  | 合計時間:          | 23:58 |

## 参加ミュージシャン
- 水谷公生  – エレクトリック・ギター
- 武部秀明 – エレクトリックベース
- 森谷順 – ドラムス
- 伊勢正三 – アコースティック・ギター、エレクトリック・ギター
- 山田パンダ – コントラバス
- 石川鷹彦 – アコースティック・ギター、フラットマンドリン etc.
- 松任谷正隆 – キーボード
- 瀬尾一三 – シンセサイザー
- 渡嘉敷祐一、島村英二 – ドラムス
- 笛吹利明 – アコースティック・ギター、フラットマンドリン

- 斉藤ノブ、浜口茂外也、金山功 – パーカッション
- 村岡建、JAKE CONCEPCION – サキソフォン
- 新井英治 – トロンボーン
- 数原晋、吉田憲司 – トランペット
- 坂宏之 - オーボエ
- 小出道也 – オカリナ
- 武川雅寛 – フルート
- 山内喜美子 - 京琴
- 玉野ストリングス・セクション - ストリングス
- トマト・ストリングス・セクション - ストリングス